# 도요아케역
도요아케역(일본어: 豊明駅)은 일본 아이치현 가리야시에 위치한 나고야 철도 나고야 본선의 철도역이다. 역 번호는 NH 22이며, 섬식 승강장 3면 6선의 구조를 갖춘 지상역이다.

## 타는 곳
| 1 | ■ 나고야 본선 | 하행 | 나루미 · 나고야 · 이누야마 · 쓰시마 방면                        | 당 역 시발 |
| 2 | ■ 나고야 본선 | 하행 | 나루미 · 나고야 · 이누야마 · 쓰시마 방면                        | 당 역 시발 |
| 3 | ■ 나고야 본선 | 하행 | 나루미 · 나고야 · 이누야마 · 쓰시마 방면                        | 대피선     |
| 4 | ■ 나고야 본선 | 하행 | 나루미 · 나고야 · 이누야마 · 쓰시마 방면                        | 본선       |
| 5 | ■ 나고야 본선 | 상행 | 지류 · 히가시오카자키 · 도요하시 · 도요카와이나리 · 니시오 방면 | 본선       |
| 6 | ■ 나고야 본선 | 상행 | 지류 · 히가시오카자키 · 도요하시 · 도요카와이나리 · 니시오 방면 | 대피선     |

## 이용 현황
| 연도 | 1일 평균 승차 인원 | 1일 평균 하차 인원 | 1일 평균 승하차 인원 |
| ---- | ------------------ | ------------------ | -------------------- |
| 2003 | 1,742              | 1,748              | 3,490                |
| 2004 | 1,779              | 1,778              | 3,557                |
| 2005 | 1,808              | 1,814              | 3,622                |
| 2006 | 1,843              | 1,851              | 3,694                |
| 2007 | 1,889              | 1,896              | 3,785                |
| 2008 | 1,937              | 1,946              | 3,883                |
| 2009 | 1,926              | 1,946              | 3,872                |
| 2010 | 2,023              | 2,039              | 4,062                |
| 2011 | 2,050              | 2,072              | 4,122                |
| 2012 | 2,173              | 2,200              | 4,373                |
| 2013 | 2,284              | 2,299              | 4,583                |
| 2014 | 2,280              | 2,302              | 4,582                |

## 역 주변
- 국도 제1호선
- 국도 제23호선
- 나고야 철도 이누야마 검사장 · 도요아케 검차 지구

## 인접 역
| 나고야 철도 나고야 본선      | 나고야 철도 나고야 본선 | 나고야 철도 나고야 본선      |
| ---------------------------- | ----------------------- | ---------------------------- |
| NH 19 지류 도요하시 방면     | ■ 급행 ■ 준특급         | 젠고 NH 23 메이테쓰기후 방면 |
| NH 21 후지마쓰 도요하시 방면 | ■ 보통                  | 젠고 NH 23 메이테쓰기후 방면 |